# ۵۲ (پیش از میلاد)
۵۲ (پیش از میلاد) ۵۲مین سال قبل از تقویم میلادی است.